# Gennadi Logofet
Gennadi Olegovitsj Logofet (Russisch: Геннадий Олегович Логофет) (Moskou, 15 april 1942 – aldaar, 5 december 2011) was een Russisch voetballer die gedurende zijn volledige carrière speelde voor Spartak Moskou. Voor het voetbalelftal van de Sovjet-Unie stond hij de selectie tijdens het EK 1968 en het WK 1970.
Hij overleed op 69-jarige leeftijd.